# Phân thứ lớp Cá toàn xương
Phân thứ lớp Cá toàn xương (tên khoa học Holostei) là một nhóm các loài cá xương mang một số đặc điểm nguyên thủy. Có 8 loài thuộc phân thứ lớp này, được chia làm 2 bộ: bộ Amiiformes bao gồm chỉ một loài duy nhất là cá vây cung (Amia calva), và bộ Cá láng (Lepisosteiformes). Nhiều loài khác cũng được tìm thấy thông qua các hóa thạch.
Cá toàn xương có chung một số đặc điểm của Cá xương thật (Teleostei) và cá mập với các loài cá nguyên thủy khác. Tuy nhiên, khi so sánh với các nhóm cá nguyên thủy khác như phân lớp Cá sụn hóa xương (Chondrostei), cá toàn xương tỏ ra có họ hàng gần gũi với cá xương thật và xa hơn với cá mập. Ví dụ cơ quan lỗ thở tồn tại trong cá mập và cá sụn hóa xương thì đến cá toàn xương đã bị tiêu giảm thành một cơ quan "thừa" (lỗ thở trong cá láng không mở ra môi trường ngoài); đồng thời bộ xương đã bắt đầu thật sự hóa xương (ví dụ đối với cá vây cung một lớp xương mỏng đã hình thành bao phủ mặt ngoài của khối sụn lớn phía trong). Vây đuôi của cá láng tuy vẫn còn hai thùy không đều nhau, nhưng sự bất cân xứng có giảm đi; cá vây cung có vây lưng dạng tia và có thể hít thở trong không khí giống như cá nhiều vây. Cá láng có những vảy láng dày giống như của cá tầm trong khi cá vây cung có các vảy xương mỏng giống như cá xương thật. Vì vậy cá láng được cho là nguyên thủy hơn so với cá vây cung.
Phân thứ lớp Cá toàn xương thường được cho là nhóm cận ngành với cá xương thật, vì vậy trên thực tế hai nhóm này thường được gọi chung là phân lớp Cá vây mới (Neopterygii). Tuy nhiên các nghiên cứu về ADN ti thể gần đây có xu hướng ủng hộ sự tách bạch giữa hai phân thứ lớp này.
Tên gọi của cận lớp này bắt nguồn từ tiếng Hy Lạp holos nghĩa là toàn bộ; và osso (osteo) nghĩa là xương, để nói tới bộ xương hoàn toàn là chất xương của chúng.